# Milviscutulus mangiferae
Milviscutulus mangiferae är en insektsart som först beskrevs av Green 1889.  Milviscutulus mangiferae ingår i släktet Milviscutulus och familjen skålsköldlöss. Inga underarter finns listade i Catalogue of Life.